# Maccabi Tel Aviv F.C.
Câu lạc bộ bóng đá Maccabi Tel Aviv (tiếng Hebrew: מועדון כדורגל מכבי תל אביב; Moadon Kaduregel Maccabi Tel Aviv) là một câu lạc bộ bóng đá có trụ sở tại thành phố Tel Aviv, Israel.
Được thành lập vào năm 1906  với tên gọi là là Hiệp hội HaRishon Le Zion-Yafo, đây là câu lạc bộ bóng đá lâu đời nhất, lớn nhất và thành công bậc nhất ở Israel. Sau khi thành phố Tel Aviv được thành lập vào năm 1909, câu lạc bộ đã đổi tên thành Maccabi Tel Aviv. Năm 1922, đội bóng trở thành câu lạc bộ bóng đá Do Thái đầu tiên tham gia giải đấu địa phương. Ý nghĩa của tên Maccabi   là  'không có vị thần nào như bạn'. Maccabi Tel Aviv đã giành được nhiều danh hiệu hơn bất kỳ câu lạc bộ Israel nào khác, giành 22 Giải vô địch quốc gia Israel (17 sau khi Israel giành độc lập năm 1946), 23 Cup quốc gia (16 sau khi Israel độc lập) và thêm năm Cup Toto (Israel). Trước khi liên đoàn bóng đá Israel bị trục xuất khỏi AFC năm 1974, đội đã giành Giải vô địch Câu lạc bộ châu Á.
Maccabi Tel Aviv là đội bóng đá duy nhất của Israel chưa bao giờ bị xuống hạng và là một trong ba đội bóng của Israel từng tiến vào vòng bảng UEFA Champions League. Câu lạc bộ đầu tư rất nhiều vào việc phát triển và nuôi dưỡng những tài năng trẻ ở khu vực thành phố Tel Aviv với 17 đội bóng đá trẻ từ 9 đến 19 tuổi 

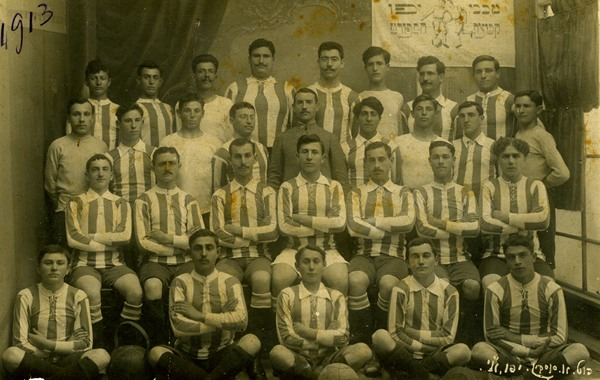
Maccabi Tel Aviv, 1913

Đầu những năm 1920, mặc dù không có giải đấu chính thức lớn nào, Maccabi Tel Aviv được biết đến là đội bóng mạnh nhất nước này và được mời tham dự nhiều trận giao hữu, kể cả các trận với các đội bóng của quân đội Anh (lúc này đang bảo hộ vùng lãnh thổ Palestine). Năm 1928, FIFA công nhận tính chính thức của bóng đá Israel. Năm 1929, đội đã giành được chiếc cúp đầu tiên sau khi đánh bại Maccabi Hashmonai Jerusalem 4-0. Maccabi tiếp tục giành chức vô địch một năm sau đó với chiến thắng 2-1 trước đội trung đoàn 48 của Quân đội Anh và lần thứ ba vào năm 1933, khi đánh bại đội Hapoel Tel Aviv với tỉ số 1-0
Năm 1936, câu lạc bộ được mời đến chơi ở Hoa Kỳ. Trên đường đi, Maccabi đã chơi ở Pháp, thua 2-0 trước Racing Paris và 3-1 trước Lille. Tại Hoa Kỳ, Maccabi đã đánh bại đội bóng Các ngôi sao thành phố New York. 50.000 người theo dõi trận đấu trên sân vận động Yankee này. Maccabi cũng đánh bại hai đội bóng ở Brooklyn và Philadelphia và chơi 1 trận ở Canada, với trận hoà 1-1 trước đội Toronto All-Stars. Maccabi tiếp tục chuyến đi với trận thua trước các đội ở St.Louis và Boston 

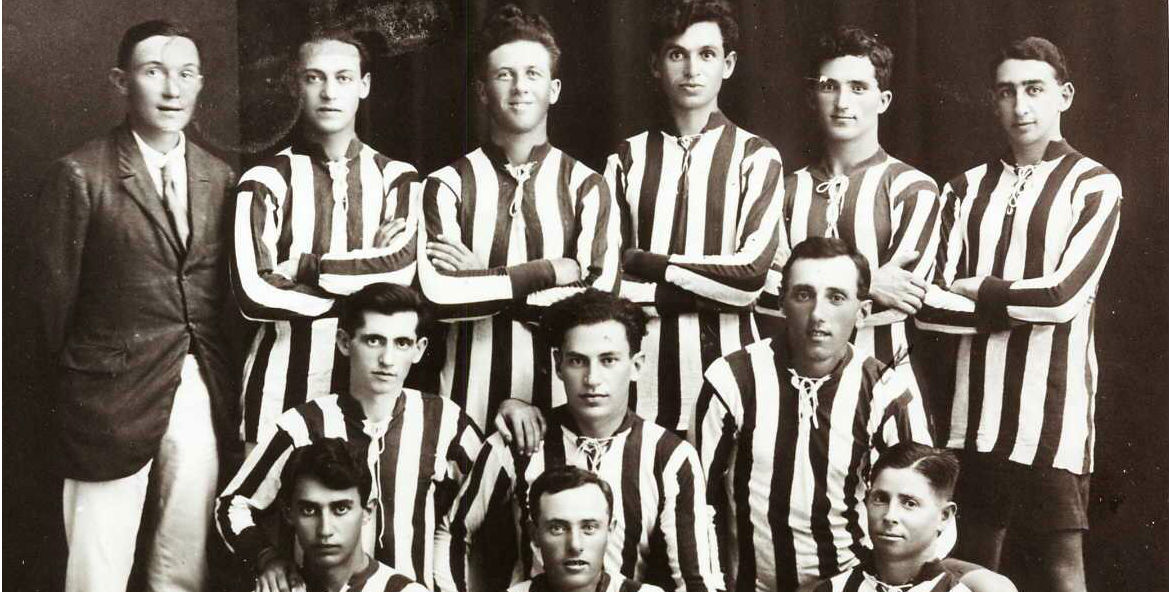
Maccabi Tel Aviv, 1921

## Cổ động viên và kình địch
Kình địch chính của đội là Hapoel Tel Aviv. Các trận đấu giữa hai đội thu hút sự quan tâm của truyền thông Israel được gọi là " trận derby lớn Tel Aviv". Một kình địch mạnh khác là Maccabi Haifa, hai câu lạc bộ bóng đá thành công nhất của Israel.
Một cuộc khảo sát được thực hiện vào tháng 3 năm 2012 bởi Yedioth cho thấy Maccabi Tel Aviv là đội bóng nổi tiếng thứ hai trong số những người hâm mộ bóng đá Israel (23%). Một cuộc khảo sát tương tự cho thấy 33% cư dân Tel Aviv ủng hộ đội.

## Danh hiệu
- Giải vô địch Israel
  - Vô địch (26):  1935-1936, 1936-1937, 1941-1942, 1946-1947, 1949-1950, 1951-1952, 1953-1954, 1955-1956, 1957-1958, 1966-1968, 1969- 70, 1971-1972, 1976-1977, 1978-1979, 1991-1992, 1994-1995, 1995-1996, 2002-03, 2012-13, 2013-14, 2014-15, 2018-19, 2019–20, 2023–24, 2024–25
  - Á quân (12): 1954-55, 1959-60, 1965-66, 1968-69, 1973-74, 1992-93, 1993-94, 1998-99, 2003-04, 2015-16, 2016-17, 2017 1818
- Hạng nhì
  - Người chiến thắng (1):  1939 [5]
- Cúp quốc gia
  - Vô địch (23): [6] 1929, 1930, 1933, 1941, 1946, 1947, 1953-1954, 1954-1955, 1957-1958, 1958-1959, 1963-1964, 1964-1965, 1966-1967, 1969- 70, 1976 Từ77, 1986-87, 1987-88, 1993-94, 1995-96, 2000-01, 2001-02, 2004-05, 2014-15
  - Á quân (13): 1934, 1938, 1940, 1951-1952, 1961-1962, 1975-1976, 1978-1979, 1982-1983, 1991-1992, 1992-1993, 1996-1997, 2015-16, 2016-17
- Giải vô địch câu lạc bộ châu Á
  - Vô địch (2): 1969, 1971
- Toto Cup
  - Vô địch (6): 1992-1993, 1998-1999, 2008-09, 2014-15, 2017-18, 2018-19
  - Á quân (3): 1991 Tiết92, 1994 Từ 95, 1997 Từ 98
- Siêu cúp Israel
  - Vô địch (5): [7] năm 1965 (chia sẻ với Hakoah Ramat Gan), 1968, 1977, 1979, 1988
  - Á quân (2): 1970, 2015
- Cúp Lilian
  - Vô địch (2): 1985